# Стоянка партизан (пам'ятка природи)
Стоя́нка партиза́н — комплексна пам'ятка природи місцевого значення в Україні. Розташована в межах Сарненського району Рівненської області, на схід від села Чабель. 
Площа 98 га. Статус надано згідно з рішенням Рівненського облвиконкому від 22.11.1983 року, № 343 (зі змінами рішенням облвиконкому № 98 від 18.06.1991 року). Перебуває у віданні ДП «Клесівський лісгосп» (Чабельське л-во, кв. 59). 
Статус присвоєно для збереження частини лісового масиву з насадженнями дуба, сосни, берези і (на перезволожених ділянках) вільхи. 